# Barranco de Peranera
El barranco de Peranera es un barranco afluente del barranco de Malpàs. Nace dentro del antiguo término de Malpàs y discurre totalmente por este antiguo término, desde 1970 los dos del municipio de el Pont de Suert, de la Alta Ribagorza, provincia de Lérida, Cataluña, España.

## Descripción

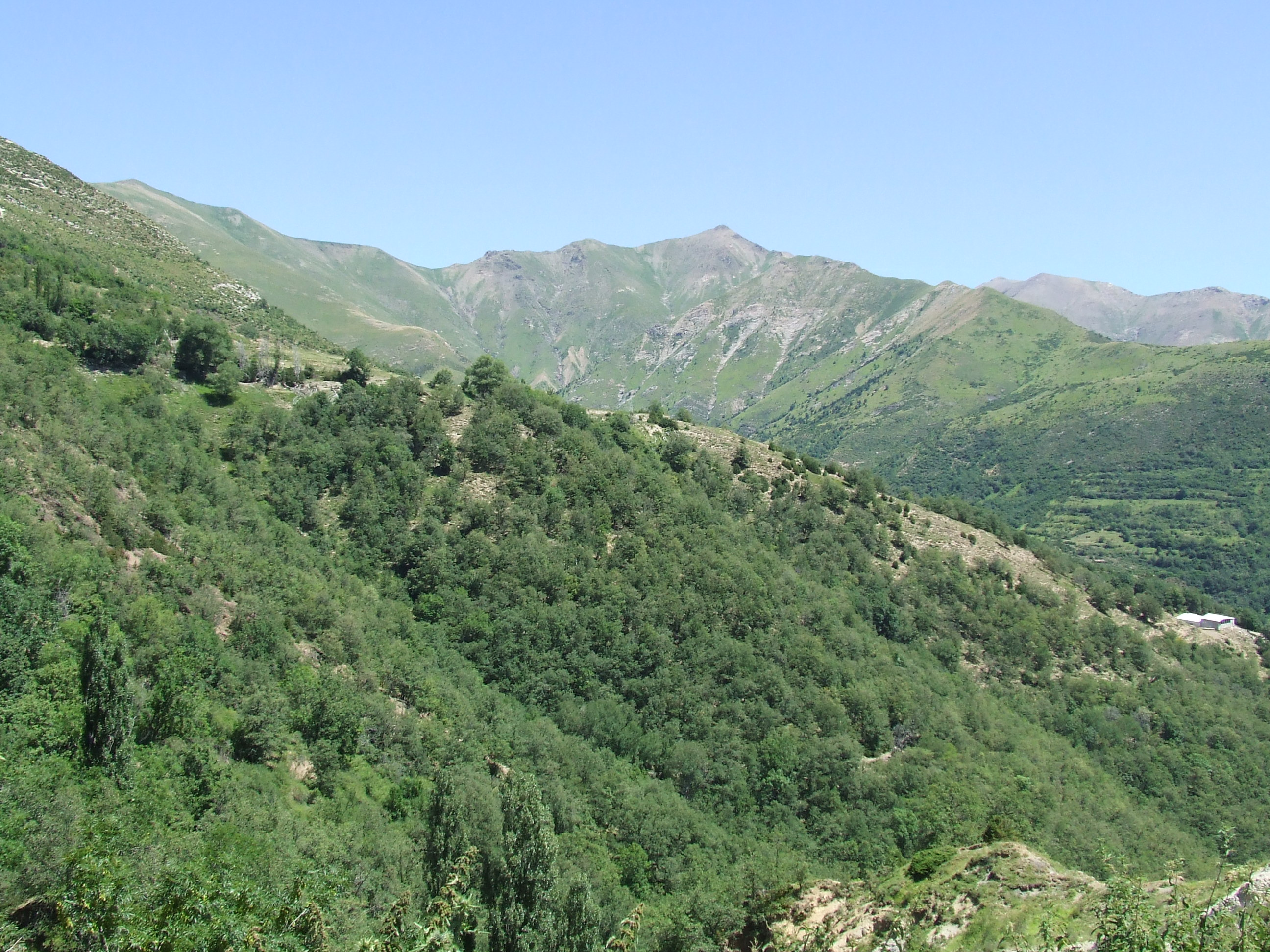
Cabecera del barranco de Peranera.

El barranco se forma por la unión de los barrancos de las Esplugas y de las Girostas, ambos formados en las montañas que separan Malpàs de Durro, y que por la vertiente norte dan lugar al valle de Mulleres, donde está la estación de esquí Bohí-Taüll. El barranco de Peranera nace cerca y al suroeste de la ermita de Santa Margarita de Peranera, al este de la Borda de Amunt y al noreste de la Borda de Avall.
Una vez formado, recibe la afluencia de diversos barrancos más: por la derecha, el barranco de les Aigües, por la izquierda el de les Carants, que pasa entre Erillcastell y Peranera. Todo seguido por la derecha el de la Fornera, después por la derecha la Canal del Fener y todo seguido por la izquierda el barranco del Solà, después de los cuales se llega a las Minas de Malpàs, después de las cuales se encuentra Pont de Castellars, abajo mismo del pueblo de Castellars, y sigue paralelamente a la carretera de la Mina. 
Poco después pasa por el Pont de la Riberay en seguida arriba al sureste del pueblo de Malpàs, donde se transforma en el barranco de Malpàs al recibir los barrancos por la izquierda que bajan de la zona de los Vinyals y el Vedat de Pui.
En la parte final de su curso se hallan los lugares donde hay un cierto aprovechamiento de los recursos naturales de la cuenca de este río: unos cuantos huertos y prados de regadío, y las Minas de Malpàs.

## Etimología
Recibe el nombre del pueblo de Peranera, término del cual se forma. También pasa cerca de este mismo pueblo.